# Mimi Parent

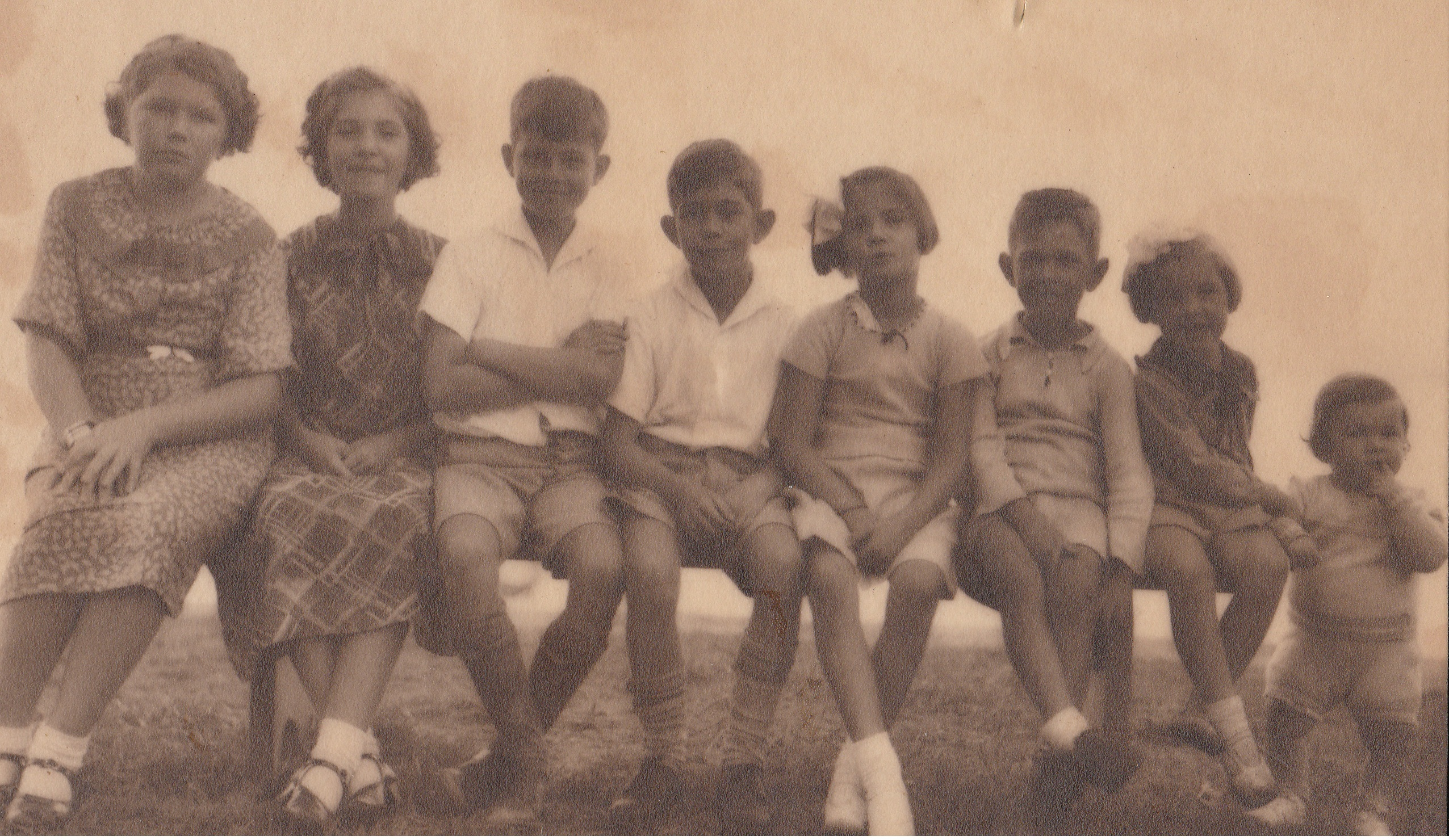
Lucien Parents Kinder

Mimi Parent (als Marie Parent; * 8. September 1924 in Montreal Kanada; † 14. Juni 2005 in der Schweiz) war eine kanadische Künstlerin des Surrealismus.

## Frühe Jahre
Marie Parent, genannt Mimi, wurde als achtes von neun Kindern des Architekten Lucien Parent und dessen Frau geboren. In den Jahren 1942 bis 1947 absolvierte sie ihr Studium der Malerei an der École des Beaux-Arts Montréal, ab 1943 bei dem Maler Alfred Pellan. An dieser Schule lernte sie den Künstler Jean Benoît kennen, den sie 1948 heiratete. Im Jahr 1947 wurde sie zwangsexmatrikuliert, da ihre Werke bei der katholischen Schulleitung auf Ablehnung stießen.

## Künstlerin
Im Jahr 1948 arbeitete sie mit Pellan und Benoît zusammen in einer Künstlergruppe. Sie nahm mit ihnen an Ausstellungen teil und bekam noch im selben Jahr die Cézanne-Medaille verliehen. Sie gewann zudem ein Jahresstipendium für Paris, heiratete ihren Freund Jean Benoît und reiste mit ihm zusammen nach Frankreich. In den 1950er Jahren erstellte sie Collagen und verschiedene andere Werke, bis das Paar 1959 mit André Breton in Kontakt kam. Mit ihm zusammen nahmen sie an den Aktivitäten der Pariser Surrealistengruppe teil. In den Folgejahren nahmen sie und ihr Mann immer wieder an verschiedenen Ausstellungen in verschiedenen Städten teil, darunter 1960 in New York und 1961 in Mailand.
Mimi Parent starb im Alter von 80 Jahren in der Schweiz.

## Auszeichnungen
- 2001: Preis der Woldemar-Winkler-Stiftung, Gütersloh

## Ausstellungen
- 1965: L'Écart Absolu, Paris, Ausstellung der Surrealisten
- 1967: XIII Exposição surrealista, São Paulo, Brasilien
- 1976: Marvelous Freedom - Vigilance of Desire, Chicago
- 1978: Surrealism Unlimited, London
- 1987: La Femme et le Surréalisme, Lausanne
- 1989: I Surrealist, Mailand
- 1990: Die Surrealisten, Frankfurt, Neuauflage von I Surrealist

## Weblink
- Biographie und Arbeiten von Mimi Parent

| Personendaten    | Personendaten                          |
| ---------------- | -------------------------------------- |
| NAME             | Parent, Mimi                           |
| ALTERNATIVNAMEN  | Parent, Marie (wirklicher Name)        |
| KURZBESCHREIBUNG | kanadische Künstlerin des Surrealismus |
| GEBURTSDATUM     | 8. September 1924                      |
| GEBURTSORT       | Montreal, Kanada                       |
| STERBEDATUM      | 14. Juni 2005                          |
| STERBEORT        | Schweiz                                |